# Nodar Kumaritasjvili
Nodar Kumaritasjvili (georgiska: ნოდარ ქუმარიტაშვილი), född 25 november 1988 i Bordzjomi, Georgiska SSR, Sovjetunionen, död 12 februari 2010 i Whistler i British Columbia, var en georgisk rodelåkare som omkom under de olympiska vinterspelen 2010 i Vancouver. Kumaritasjvili nådde 55:e plats i Världscupen i rodel 2008/2009.
Kumaritasjvili blev den 28:e av 32 deltagare i sin sista världscuptävling i Cesana i italienska Dolomiterna i januari 2010.
Nodar Kumaritasjvilis far Dato Kumaritasjvili är tidigare landslagsrodler i Sovjetunionens landslag. Faderns kusin Felix Kumaritasjvili är ordförande i Georgiens Rodelförbund.
Kumaritasjvili omkom under sitt sjätte träningsåk i Whistler Sliding Centre i Whistler i Kanada. Enligt fartmätningen från träningen färdades han i 144,3 km/h strax innan han i slutet av banan föll ur sin rodel och kraschade rakt in i en stålbalk. Han slogs omedelbart medvetslös och trots att han snabbt kom under vård och inom 20 minuter befann sig på sjukhus, gick hans liv inte att rädda och han avled senare av sina skador. Kumaritasjvili var den fjärde deltagaren att dö under ett pågående vinter-OS. Det var inte heller första gången som OS-rodeln som sport drabbats av dödsfall. Under OS i österrikiska Innsbruck 1964 omkom den brittiske rodelåkaren Kazimierz Kay-Skrzypecki under ett träningsåk.
Invigningsceremonin tillägnades Kumaritasjvilis ära och en tyst minut hölls för honom. När de georgiska idrottarna tågade in iklädda svarta sorgeband fick de stående ovationer av publiken. Kumaritasjvili kommer enligt TT Nyhetsbyrån att få en nybyggd rodelbana uppkallad efter sig i hemlandet Georgien,[uppföljning saknas] och en gata i hembyn Bakuriani har redan fått hans namn.